# Chiesa di San Giovanni Evangelista (Capranica)
La chiesa di San Giovanni Evangelista, nota anche con il titolo di duomo, è la parrocchiale di Capranica, in provincia di Viterbo e diocesi di Civita Castellana; fa parte della vicaria Cassia.

## Storia
La primitiva parrocchiale di Capranica venne edificata nel Duecento ad opera di maestranze del luogo; questo edificio era dotato d'un portale d'ingresso che fu in seguito riutilizzato per l'ex-ospedale San Sebastiano, ubicato in piazza San Francesco.
Proprio nel 1464 in questa chiesa si tenne una riunione dei capranichesi, che, ribellatisi ai signori Anguillara, decisero di costituirsi in comune autonomo e vi fecero benedire le insegne.
All'inizio del XIX secolo la struttura medievale versava in pessime condizioni e, così, nel 1805 fu demolita e iniziarono i lavori di costruzione della nuova chiesa; il duomo neoclassico venne poi portato a compimento nel 1842.
Nel 1969, in ossequio alle disposizioni postconciliari, nel presbiterio furono installati il nuovo ambone e l'altare rivolto verso l'assemblea.
All'inizio del nuovo secolo, nel 2005 venne rifatto l'impianto elettrico e fu risistemato il tetto; nel 2010, invece, si procedette all'installazione del nuovo apparato per l'audio.

## Descrizione

### Facciata
La facciata della chiesa, rimasta incompleta per mancanza di fondi, è suddivisa da una cornice marcapiano in due registri, entrambi scanditi da lesene; quello inferiore, più largo, presenta il portale d'ingresso timpanato, mentre quello superiore è caratterizzato da due nicchie e da una finestra e coronato dal frontone.

### Interno
L'interno dell'edificio si compone di un'unica navata sulla quale si affacciano delle nicchie a pianta rettangolare; al termine dell'aula si sviluppa il presbiterio, affiancato dalla sagrestia e dall'ufficio parrocchiale e chiuso dall'abside di forma semicircolare.
Qui sono conservate diverse opere di pregio, tra cui la pala dell'altare maggiore avente come soggetto San Giovanni Evangelista, dipinta da Filippo Pozzi, il fonte battesimale del 1586 e il tabernacolo per gli Olii santi, risalente al XV secolo e posizionato nella cappella della Madonna che ha aperto gli occhi.